# Aguja Poincenot
L’Aguja Poincenot, en français aiguille Poincenot, est un sommet situé à proximité du Fitz Roy dans le parc national Los Glaciares en Patagonie, Argentine.
Le sommet a été nommé en mémoire de l'alpiniste français Jacques Poincenot qui trouve la mort lors de l'expédition française pour la conquête du Fitz Roy composée Lionel Terray et Guido Magnone. Pendant la longue marche d'accès au Fitz Roy, Poincenot se noie dans le río Fitz Roy.
L'aiguille Poincenot est gravie pour la première fois en 1962 par l'Irlandais Frank Cochrane et le Britannique Don Whillans qui empruntent la face Sud-Ouest. 